# 13404 Norris
13404 Norris eller 1999 RT177 är en asteroid i huvudbältet som upptäcktes den 9 september 1999 av LINEAR i Socorro County, New Mexico. Den är uppkallad efter Noele Rosalie Norris.